# オービー
オービー（Orby, 1904年 - 1918年）はグレートブリテン及びアイルランド連合王国の競走馬、種牡馬。アイルランド調教馬として初めてエプソムダービーで優勝した。

## 経歴

### 出生から3歳前半まで
アメリカ合衆国の政治家リチャード・クローカーが所有するグレンケアン牧場で生産されたサラブレッドの牡馬である。アイルランドにおいて生産されたとある場合もあるが、実際のところイングランドで誕生したのちに母馬とともにアイルランドに渡っている。クローカーはイギリスのジョッキークラブにイングランドでの馬主登録を拒否された経緯があり、このためオービーはヘンリー・パースのもとで短期間調教を積んだのち、キルデア州マッデンズタウンのジム・パーキンソンのもとへ送られた。
オービーは蹄が脆く、このため2歳時は2度しか出走させられなかった。デビュー戦はレパーズタウン競馬場で行われて3着で、戻ってきたオービーは脚から血を流していたという。また次にカラ競馬場で行われた競走でも3着であった。
3歳になったオービーはダブリン近郊サンディフォードのフレッド・マッケイブ調教師のもとに転厩した。オービーは3歳初戦にリバプールのエイントリー競馬場で行われたアールオブセフトンプレートに出走、これに勝利した。5月になってアイルランドに戻ったオービーはダブリンのバルドイル競馬場で行われたバルドイルプレート（12ハロン）に出走、単勝約1.4倍に支持されたでも楽に勝利を挙げた。2000ギニーにも登録されなかった明け3歳当時のオービーのエプソムダービーにおける予想倍率は21倍と大穴であったが、これらの勝利でダービー当日には約12倍まで倍率を下げていた。この頃、クローカーはオービーのために2,500ギニーを払ってハイデンという馬を購入し、これをオービーの調教相手につけている。また、オービーを警護するためのボディガードも雇い入れていたという。

### エプソムダービー
6月5日、ダービー当日は「冷たく湿って風の強い、陰鬱な」と形容されたほどの悪天候に見舞われた。9頭立てで行われたなか、当日の1番人気には2000ギニーを制してきたスリーヴギャリオンが単勝約1.6倍に据えられていた。この日は国王エドワード7世と皇太子も臨席しており、観客もいつも以上に身だしなみが整った「シルクハット・ダービー」と呼ばれた。スタートが切られると先に行ったのはジョンブルという馬で、それを追いかけるのがスリーヴギャリオン、そしてオービーは6-7番手につけて道中を進めていった。オービーの鞍上を務めたジョン・レイフはレースの半分が過ぎたところで動き出し、スリーヴギャリオンが最後の直線に入るところでオービーが先頭を奪取、そのまま突き抜けて2着ウールウィンダーを2馬身離して優勝した。敗れたスリーヴギャリオンの調教師サム・ダーリングは「より良い馬に負けた」とオービーを称賛したという。馬主のクローカーはこの競走で4万ポンドを賭けており、また優勝賞金を全額チャリティーに回したという。
ダービー勝利後の少しあと、クローカーはスリーヴギャリオンの馬主と協議して数回にわたるマッチレースを企画したが、これは結局破談となった。その後オービーはカラ競馬場に戻り、エプソムダービー勝ち馬として初めてアイリッシュダービーに出走、これに勝利した。

### 引退
しかしこのあと、オービーは喘鳴症の症状が出るようになる。オービーは7月のリバプールで行われたアトランティックステークスに1番人気で出走するが、4頭立ての最下位に敗れている。このためクローカーはオービーを休養にあて、セントレジャーステークスの前に厩舎に戻した。だがセントレジャーの直前、オービーは調教中に故障が発生し、これによりセントレジャーを回避せざるを得なくなった。さらに腎臓を悪くしたとも報じられ、翌年の年初まで復帰に向けて調整が行われていたが、結局引退に至った。オービーが1907年に稼いだ賞金は6,717ポンドであった。

## 種牡馬入り後
オービーは故郷のグレンケアン牧場で種牡馬となった。オービーの産駒は全部で70のステークス競走で勝ちを挙げ、30,000ポンドの賞金を稼いだとある。代表産駒には1919年のダービーを制したグランドパレード、1917年の1000ギニー優勝馬ダイアデムなどがいる。産駒も種牡馬として成功した者がおり、そのうちの1頭ザボスはサーコスモ・ゴールデンボスなどのスプリンターを多く出して成功を収めた。ほか、グランドパレードの血統からは日本で成功したダイオライトが出ている。
オービーは1918年4月6日に死亡が報じられた。

## 血統表
| オービーの血統          | オービーの血統            | オービーの血統            | （血統表の出典）          | （血統表の出典） |
| 父系                    | エクリプス系              | エクリプス系              | エクリプス系              | [ § 2 ]          |
| 父 Orme 鹿毛 1889       | 父の父Ormonde 鹿毛 1883   | Bend Or                   | Doncaster                 | Doncaster        |
| 父 Orme 鹿毛 1889       | 父の父Ormonde 鹿毛 1883   | Bend Or                   | Rouge Rose                |                  |
| 父 Orme 鹿毛 1889       | 父の父Ormonde 鹿毛 1883   | Lily Agnes                | Macaroni                  | Macaroni         |
| 父 Orme 鹿毛 1889       | 父の父Ormonde 鹿毛 1883   | Lily Agnes                | Polly Agnes               |                  |
| 父 Orme 鹿毛 1889       | 父の母Angelica 鹿毛 1879  | Galopin                   | Vedette                   | Vedette          |
| 父 Orme 鹿毛 1889       | 父の母Angelica 鹿毛 1879  | Galopin                   | Flying Duchess            |                  |
| 父 Orme 鹿毛 1889       | 父の母Angelica 鹿毛 1879  | St. Angela                | King Tom                  | King Tom         |
| 父 Orme 鹿毛 1889       | 父の母Angelica 鹿毛 1879  | St. Angela                | Adeline                   |                  |
| 母 Rhoda B. 黒鹿毛 1895 | 母の父Hanover 栗毛 1884   | Hindoo                    | Virgil                    | Virgil           |
| 母 Rhoda B. 黒鹿毛 1895 | 母の父Hanover 栗毛 1884   | Hindoo                    | Florence                  |                  |
| 母 Rhoda B. 黒鹿毛 1895 | 母の父Hanover 栗毛 1884   | Bourbon Belle             | Bonnie Scotland           | Bonnie Scotland  |
| 母 Rhoda B. 黒鹿毛 1895 | 母の父Hanover 栗毛 1884   | Bourbon Belle             | Ella D.                   |                  |
| 母 Rhoda B. 黒鹿毛 1895 | 母の母Margerine 鹿毛 1886 | Algerine                  | Abd-el-Kader              | Abd-el-Kader     |
| 母 Rhoda B. 黒鹿毛 1895 | 母の母Margerine 鹿毛 1886 | Algerine                  | Nina                      |                  |
| 母 Rhoda B. 黒鹿毛 1895 | 母の母Margerine 鹿毛 1886 | Sweet Songstress          | Doncaster                 | Doncaster        |
| 母 Rhoda B. 黒鹿毛 1895 | 母の母Margerine 鹿毛 1886 | Sweet Songstress          | Melodious                 |                  |
| 母系(F-No.)             | (FN:26)                   | (FN:26)                   | (FN:26)                   | [ § 3 ]          |
| 5代内の近親交配         | Doncaster 4x4, Vandal 5x5 | Doncaster 4x4, Vandal 5x5 | Doncaster 4x4, Vandal 5x5 | [ § 4 ]          |
| 出典                    | 1. 2. 3. 4.               | 1. 2. 3. 4.               | 1. 2. 3. 4.               | 1. 2. 3. 4.      |